# Ohio megye (Indiana)
Ohio megye az Amerikai Egyesült Államokban, azon belül Indiana államban található. Megyeszékhelye és legnagyobb városa Rising Sun. Lakosainak száma 5940 fő (2020. április 1.). Ohio megye Dearborn, Boone, Switzerland és Ripley megyékkel határos.

## Népesség
A megye népességének változása:
| Lakosok száma | 6110 | 6074 | 6065 | 5994 | 5938 | 5940 |
|               | 2010 | 2011 | 2012 | 2013 | 2015 | 2020 |